# Elkalyce diporides
Elkalyce diporides är en fjärilsart som beskrevs av Chapman 1909. Elkalyce diporides ingår i släktet Elkalyce och familjen juvelvingar. Inga underarter finns listade i Catalogue of Life.